# Lhotsko
Lhotsko je obec v okrese Zlín ve Zlínském kraji. Je členem Mikroregionu Vizovicko. Žije zde 303 obyvatel.

## Historie
První písemná zmínka o obci pochází z roku 1549 (vsi pusté (...) Lhotsko).
Od roku 2015 využívají řidiči obchvat Lhotska.

## Obyvatelstvo
| Rok            | 1869 | 1880 | 1890 | 1900 | 1910 | 1921 | 1930 | 1950 | 1961 | 1970 | 1980 | 1991 | 2001 | 2011 | 2021 |
| -------------- | ---- | ---- | ---- | ---- | ---- | ---- | ---- | ---- | ---- | ---- | ---- | ---- | ---- | ---- | ---- |
| Počet obyvatel | 171  | 190  | 224  | 196  | 206  | 229  | 250  | 237  | 258  | 247  | 247  | 240  | 239  | 248  | 248  |
| Počet domů     | 40   | 44   | 44   | 45   | 43   | 44   | 50   | 54   | 62   | 67   | 72   | 85   | 87   | 88   | 95   |

## Obecní správa
Mezi lety 1869–1976 Lhotsko bylo obcí v okrese Holešov (1869–1930), poté v okrese Gottwaldov-okolí (1950) a později v okrese Gottwaldov. Od 15. července 1976 do 23. listopadu 1990 patřilo jako část 
města k Vizovicím v okrese Zlín (od 15. července 1976 do 31. prosince 1989 okres Gottwaldov) a od 24. listopadu 1990 je opět samostatnou obcí.

### Obecní symboly
Znak a vlajka byly obci uděleny rozhodnutím předsedy Poslanecké sněmovny Parlamentu České republiky dne 21. června 1999.

## Galerie

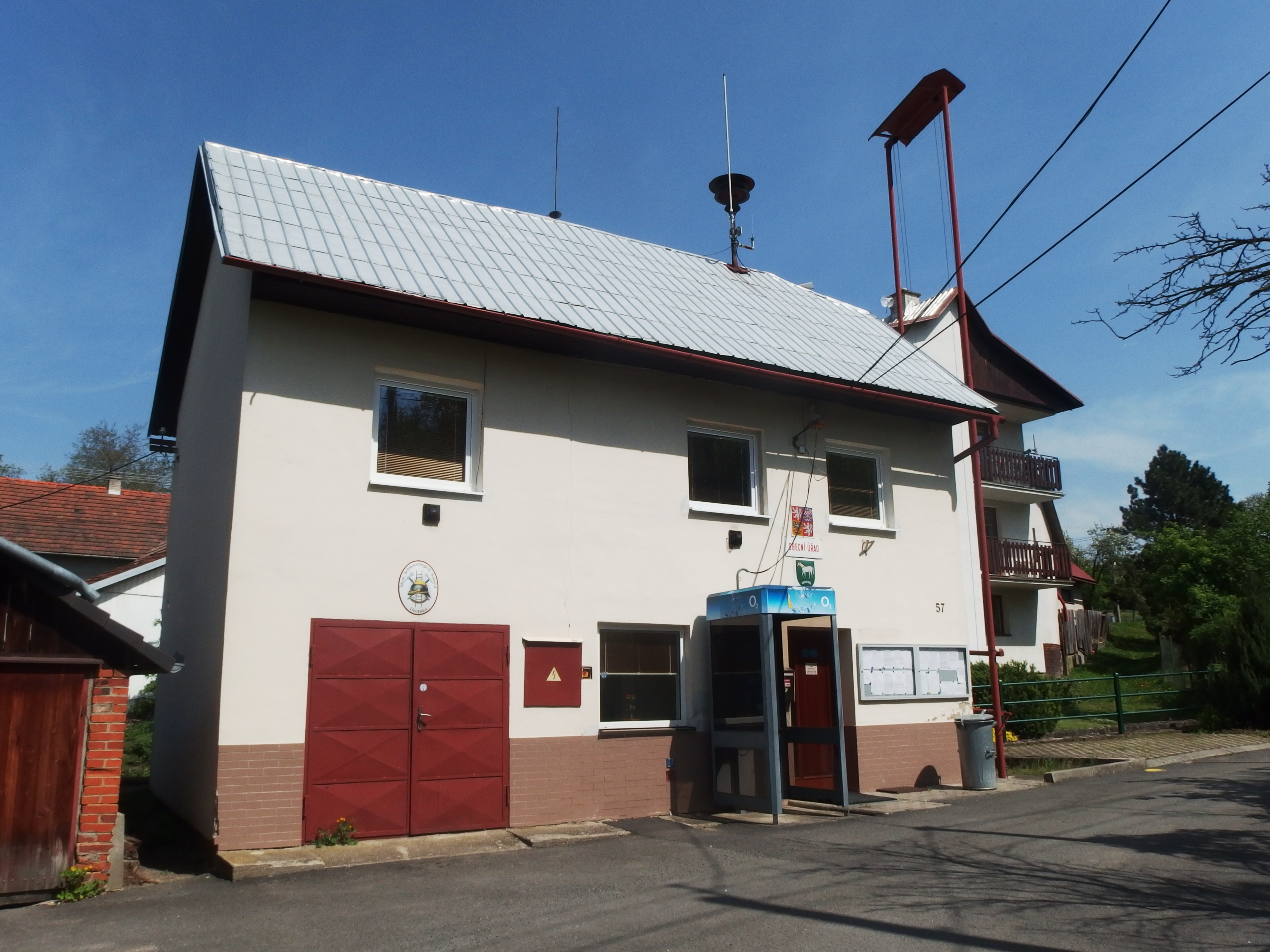
Obecní úřad
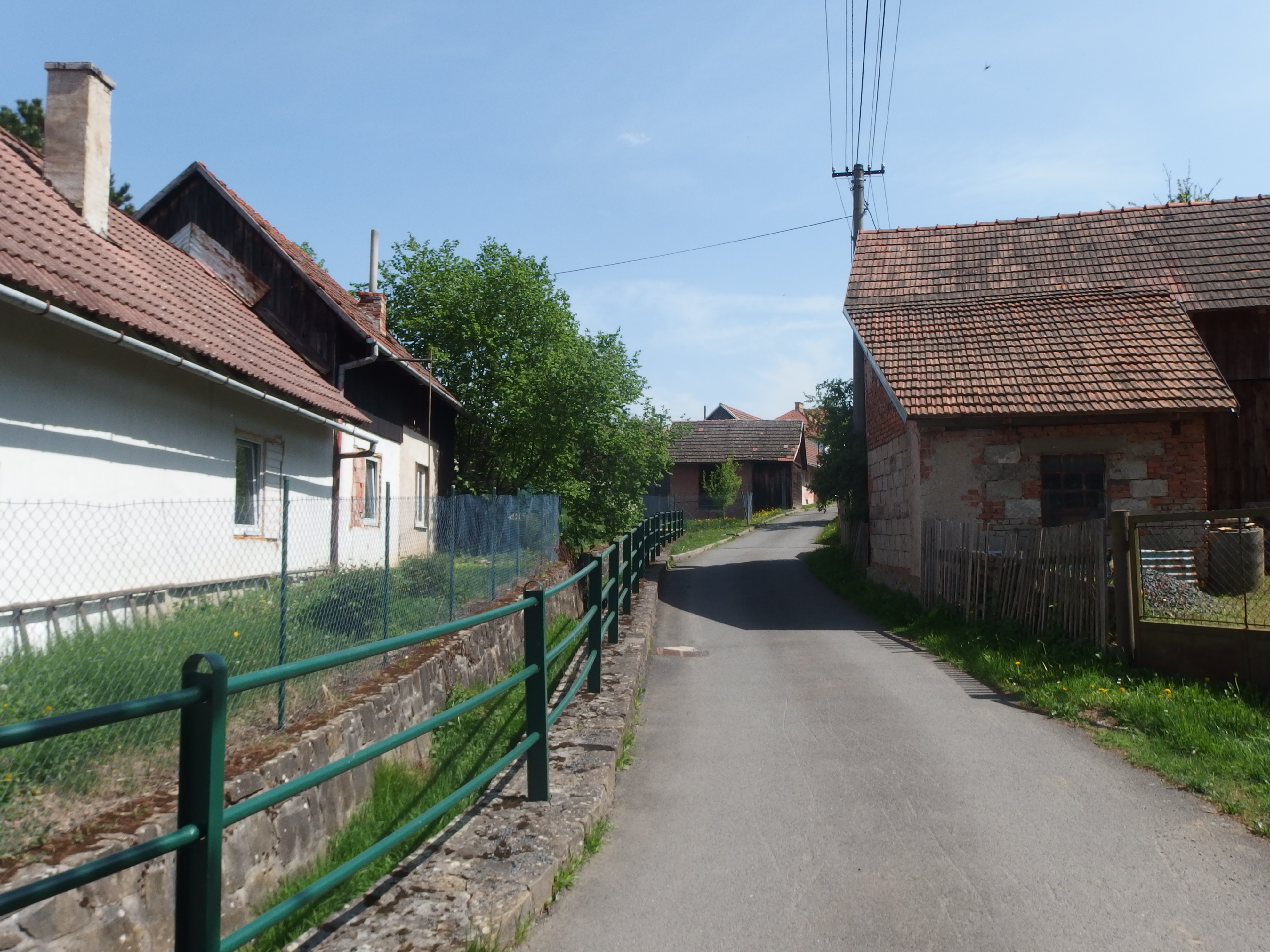
Ulička u obecního úřadu
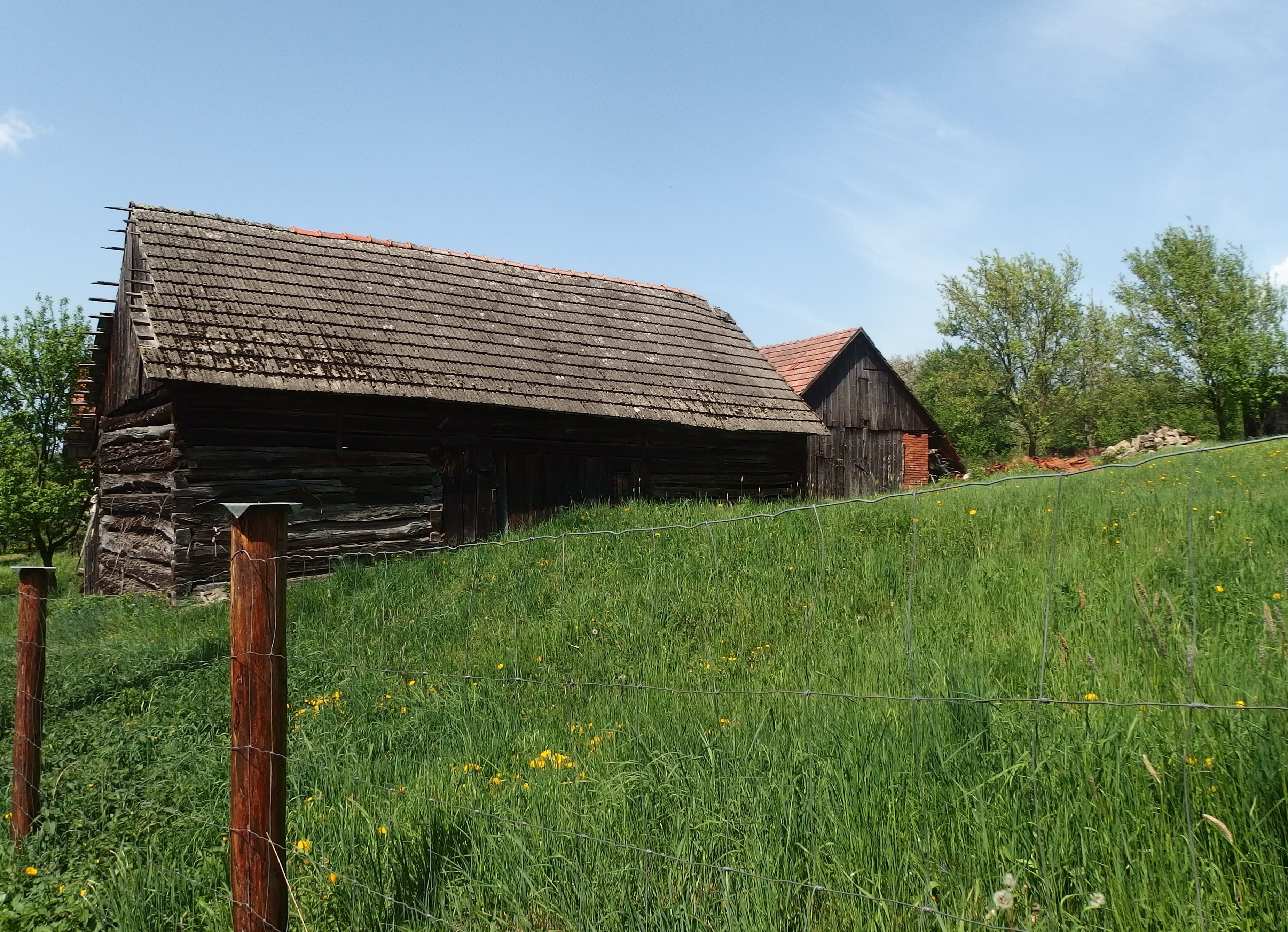
Stodola
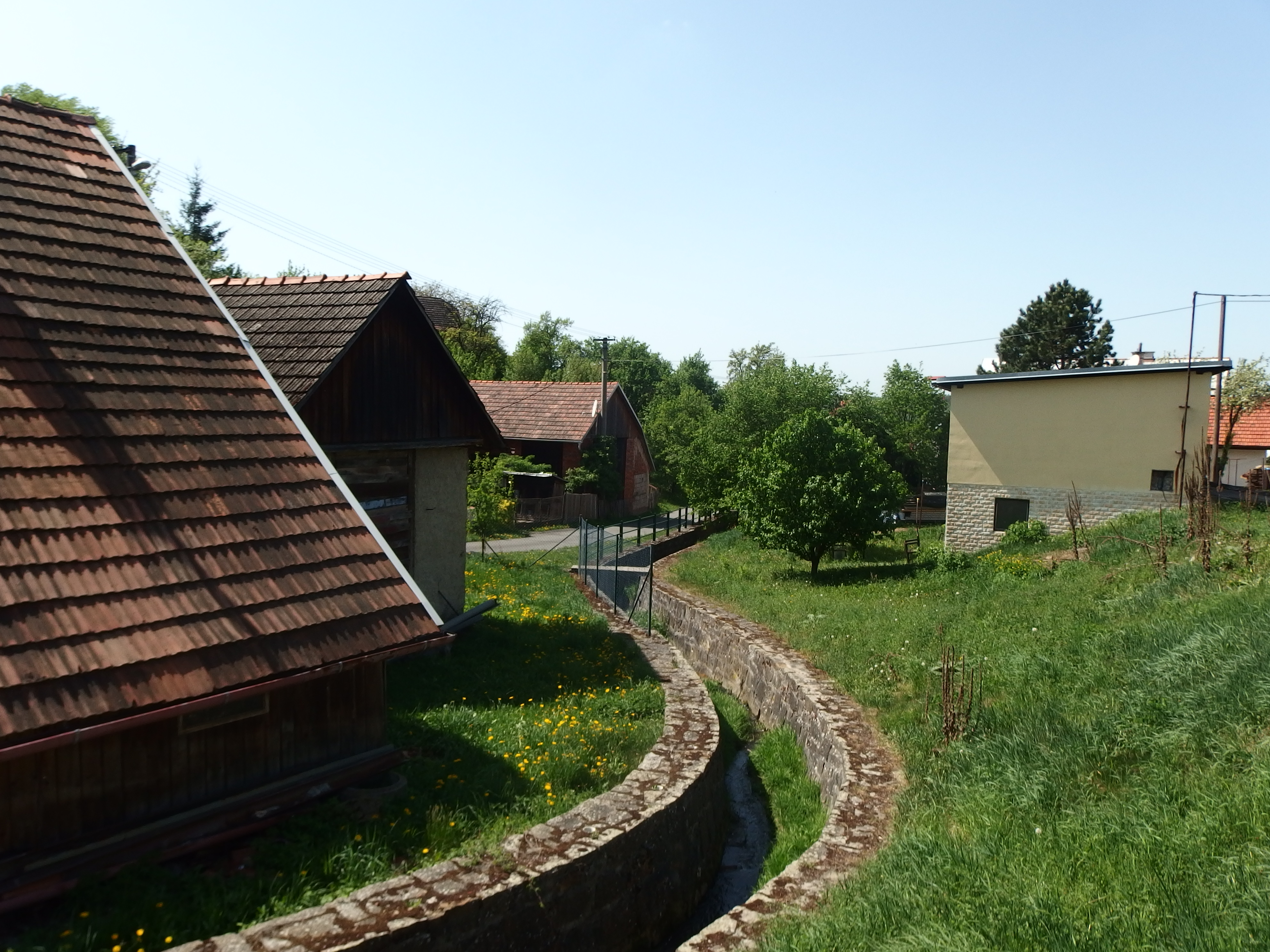
Potok